# Püspökhatvan
Püspökhatvan è un comune dell'Ungheria di 1.565 abitanti (dati 2004) situato nella contea di Pest, nell'Ungheria settentrionale.